# Maner
Maner (hindi: मनेर)  è una città dell'India di 26.912 abitanti, situata nel distretto di Patna, nello stato federato del Bihar. In base al numero di abitanti la città rientra nella classe III (da 20.000 a 49.999 persone).

## Geografia fisica
La città è situata a 25° 38' 60 N e 84° 52' 60 E e ha un'altitudine di 53 m s.l.m..

## Società

### Evoluzione demografica
Al censimento del 2001 la popolazione di Maner assommava a 26.912 persone, delle quali 14.270 maschi e 12.642 femmine. I bambini di età inferiore o uguale ai sei anni assommavano a 5.039, dei quali 2.622 maschi e 2.417 femmine. Infine, coloro che erano in grado di saper almeno leggere e scrivere erano 13.983, dei quali 8.691 maschi e 5.292 femmine.

## Monumenti e luoghi d'interesse

### Mausolei

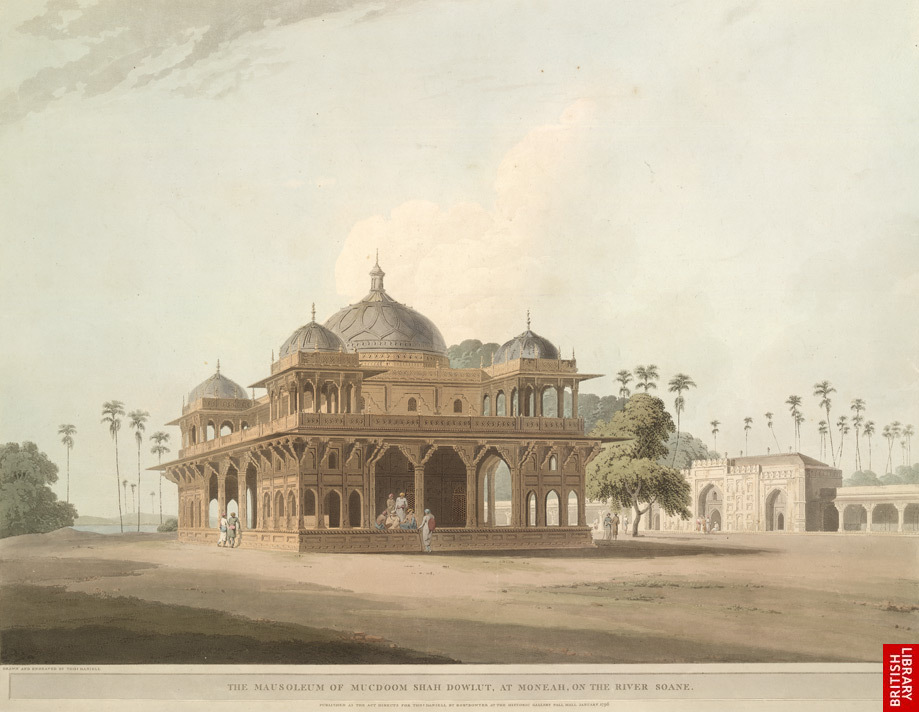
La Chhoti Dargah dove è sepolto Makhdoom Shah Daulat, in una incisione inglese del XIX secolo.

Le dargah del santo sufi Hazrat Makhdum Yahya Maneri e del suo discendente Makhdoom Shah Daulat  sono localizzate all'interno del parco principale della città; furono costruite in arenaria nel XVI secolo. La prima è conosciuta come Bari Dargah (la grande Dargah), mentre la seconda come Chhoti Dargah (la piccola Dargah).